# Assioma di Dedekind
In matematica, l'assioma di Dedekind, detto anche assioma di continuità oppure assioma di completezza, riguarda l'insieme dei numeri reali R; esso afferma che ogni insieme S di numeri reali che non sia vuoto e che sia limitato superiormente possiede un estremo superiore in R, vale a dire un numero reale uguale o maggiore di tutti gli elementi di S e tale che non esista nessun reale più piccolo con tale proprietà.
Se ad esempio l'insieme S considerato è quello dei numeri il cui quadrato è inferiore a 2 (in simboli, l'insieme {\displaystyle \{x\in \mathbb {R} :x^{2}<2\}}), l'estremo superiore è {\displaystyle {\sqrt {2}}}. L'assioma si può enunciare anche per ogni sottoinsieme di R che sia non vuoto e inferiormente limitato: in questo caso si garantisce che l'insieme abbia un estremo inferiore.
Questo assioma è molto utile perché è essenziale per dimostrare che la retta reale è uno spazio metrico completo. L'insieme dei numeri razionali non soddisfa questo assioma, e perciò non è completo: per l'insieme S definito precedentemente non esiste un estremo superiore appartenente a Q.

## Assioma di completezza e continuità della retta
Una formulazione alternativa dell'assioma di Dedekind, nota sotto il nome di assioma di completezza, è la seguente.
L'assioma di Dedekind (o di completezza) permette di porre in corrispondenza biunivoca i punti di una retta con gli elementi dell'insieme R.

## Completezza dei numeri reali
Usando l'assioma di Dedekind si può dimostrare che i numeri reali formano uno spazio completo: in altre parole, che ogni successione di Cauchy è convergente.

### Dimostrazione
Sia {\displaystyle \{s_{n}\}} una successione di Cauchy. Sia {\displaystyle S} l'insieme dei numeri reali che sono maggiori di {\displaystyle s_{n}} solo per un numero finito di valori di {\displaystyle n}. Poiché ogni successione di Cauchy è limitata, {\displaystyle S} è non vuoto e superiormente limitato ed ammette quindi, per l'assioma di Dedekind, un estremo superiore {\displaystyle s}. Mostriamo che effettivamente la successione {\displaystyle s_{n}} tende a {\displaystyle s}.
Per ogni {\displaystyle \varepsilon }, esiste un {\displaystyle N} tale che {\displaystyle |s_{n}-s_{m}|<\varepsilon } per ogni {\displaystyle n}, {\displaystyle m} maggiore o uguale a {\displaystyle N}. Allora la successione assume infinite volte valori all'interno dell'intervallo {\displaystyle (s_{N}-\varepsilon ,s_{N}+\varepsilon )} e un numero finito di volte nel suo complementare. Quindi {\displaystyle s_{N}-\varepsilon } è un elemento di {\displaystyle S} e {\displaystyle s_{N}+\varepsilon } è maggiore di ogni elemento di {\displaystyle S}, e quindi è maggiore o uguale ad {\displaystyle s}. 
Quindi {\displaystyle s} è contenuto nell'intervallo {\displaystyle (s_{N}-\varepsilon ,s_{N}+\varepsilon )}, e per la disuguaglianza triangolare risulta che 
{\displaystyle d(s_{n},s)\leq d(s_{n},s_{N})+d(s_{N},s)\leq \varepsilon +\varepsilon =2\varepsilon }.
Quindi {\displaystyle s_{n}\to s} e la successione converge. Q.E.D.